# Erika Strasser
Erika Strasser (* 17. März 1934 in Linz als Erika Wutscher; † 30. April 2019 ebenda) war eine österreichische Leichtathletin. 1960 und 1968 nahm sie für Österreich im Speerwurf an den Olympischen Spielen teil. Von 1985 bis 1994 war sie Präsidentin des Österreichischen Leichtathletik-Verbandes.

## Werdegang
Erika Strasser begann im Alter von fünf Jahren mit der Leichtathletik. Sie begann beim ULC Linz, wo sie später auch als Trainern tätig war.
1959 stellte sie mit 48,99 Metern den österreichischen Rekord im Speerwurf von Herma Bauma aus dem Jahr 1948 (48,63 Meter) ein und wurde erstmals Österreichische Meisterin im Speerwurf. Diesen Titel errang sie insgesamt sieben Mal (1959, 1961–1963, 1965, 1967 und 1969). 1960 übertraf sie mit 50,01 Metern als erste Österreicherin die 50-Meter-Marke, 1961 verbesserte sie sich auf 52,32 Meter. Dieser Rekord wurde 1966 von Eva Janko mit 53,33 Metern eingestellt.
Bei den Olympischen Spielen 1960 in Rom trat Strasser erstmals im Speerwurf an und belegte den 17. Platz in der Qualifikation. Bei den Leichtathletik-Europameisterschaften 1962 erreichte sie den sechsten Platz, bei den Leichtathletik-Europameisterschaften 1966 Platz acht. 1968 nahm sie zum zweiten Mal an Olympischen Spielen teil. 1969 beendete sie ihre aktive Karriere.
1976 wurde sie in das Frauenkomitee des Weltleichtathletikverbandes gewählt. Von 1985 bis 1994 war sie Präsidentin des Österreichischen Leichtathletik-Verbandes. Sie war Rechnungsprüferin im Österreichischen Olympischen Comité (OÖC) und Vorstandsmitglied des europäischen Verbandes (1987 bis 2007), wo sie von 1991 bis 1995 auch als Vizepräsidentin fungierte. Außerdem war sie Gründungsmitglied und Präsidentin des 1988 ins Leben gerufenen Gugl-Meetings, einer Leichtathletik-Veranstaltung in Linz.
Erika Strasser war mit Leo Strasser (1928–2013), Sportchef beim Linzer Volksblatt und bei den Oberösterreichischen Nachrichten, verheiratet und Mutter eines Sohnes. Sie starb Ende April 2019 im Alter von 85 Jahren.

## Auszeichnungen
- 2004: Goldenes Verdienstzeichen des Landes Oberösterreich[3]